# Dendrocnide longifolia
Dendrocnide longifolia là loài thực vật có hoa trong họ Tầm ma. Loài này được (Hemsl.) Chew mô tả khoa học đầu tiên năm 1965.